# Якименков
Якименков — хутор в Вейделевском районе Белгородской области России. Входит в состав Викторопольского сельского поселения. Постоянного населения не имеет.

## История
Основан в середине XIX века. По данным на 1859 год — владельческий хутор в Вейделевской волости Валуйского уезда Воронежской губернии. В хуторе 40 дворов, население — 292 чел., из них мужчин — 138, женщин — 154.

## Население
| 2002 | 2010 |
| ---- | ---- |
| 10   | ↘0   |